# 高力勤
高力勤（Derek Corrigan，1951年11月21日—），加拿大的政治家，前卑诗省本拿比市长。

## 早年经历
高力勤毕业于温哥华查尔斯塔珀爵士中学，并在卑诗大学学习政治学和哲学，1977年获得法学学位，1978年加入卑诗省律师协会。高力勤是温哥华律师事务所林賽·肯尼（Lindsay Kenney）的助理律师。

## 政治生涯
高力勤于1987年成为本拿比市议会的市议员，共任職15年。他于2002年当选市长，并在2005年、2008年、2011年和2014年连任5届。並於2018年10月的市长选举中敗選。

## 家庭
高力勤与妻子柯瑞根1976年结婚。柯瑞根2009年至2017年任本拿比鹿湖选区的第1任、第2任省议员。他们有4个孩子，包括西恩（Sean）、達西（Darcy）、派崔克（Patrick）和凱爾西（Kelsey）。